# NGC 247
NGC 247（Caldwell 62）は、くじら座の方角に約1110万光年の位置にある中間渦巻銀河である（矮小渦巻銀河に分類されることもある）。距離は2011年2月末に確定された。以前の測定では1220万光年とされていたが、これは誤りであることが分かった。NGC 247は、ちょうこくしつ座銀河群に属する。

## 近隣の銀河と銀河群
NGC 247は、NGC 253と重力的に結びついているいくつかの銀河のうちの1つである。これらの銀河は、銀河系に最も近い銀河群の1つであるちょうこくしつ座銀河群の中心で小さな核を形成している。NGC 253と重力的に結びついている他の銀河の多くは、この核に弱く結びついているだけである。